# Rhabdopterus deceptor
Rhabdopterus deceptor är en skalbaggsart som beskrevs av Barber 1943. Rhabdopterus deceptor ingår i släktet Rhabdopterus och familjen bladbaggar. Inga underarter finns listade i Catalogue of Life.